# Euro (vento)
L'Euro è un vento variabile prevalentemente locale e spira saltuariamente all'aurora. È un vento relativamente moderato che muovendosi dalle coste africane arriva a lambire le coste ioniche, portando con sé aria calda. È chiamato anche Levante.

## Mitologia
Nella mitologia greca Euro (in greco antico: Εὖρος?, Êuros) era di solito effigiato avvolto in un grande mantello ed era figlio di Astreo e della dea greca Eos, annunciatrice del giorno. 
La Dea, definita da Omero "dalle rosee dita" si alzava ogni mattina assai presto dal suo letto portando così la luce del giorno agli uomini.
È una delle quattro divinità direzionali del vento (in greco: Anemoi), è associato con la stagione autunnale e dimorava nel Tempio del dio Elios in Estremo Oriente.

## Influenza culturale
All'Euro sono intitolate le Eurus Undae su Titano.
Dal vento greco è derivato il nome di persona Euro.